# Corumbataí do Sul
Corumbataí do Sul este un oraș în Paraná (PR), Brazilia.